# Sex, Drugs and Video Games
Albums de David Banner
Death of a Pop Star
(2010) The God Box
(2016)
Sex, Drugs and Video Games est une mixtape de David Banner et 9th Wonder, diffusée en téléchargement gratuit à partir du 22 mai 2012.

## Liste des titres
| No  | Titre                                                                         | Contient un (des) sample(s) de                                                                  | Durée |
| --- | ----------------------------------------------------------------------------- | ----------------------------------------------------------------------------------------------- | ----- |
| 1.  | Intro                                                                         |                                                                                                 | 0:22  |
| 2.  | Sex, Drugs and Video Games                                                    | Yesterday (Was So Nice Today) de Aquarian Dream Like a Pimp de David Banner featuring Lil' Flip | 3:27  |
| 3.  | Believe (featuring Big K.R.I.T.)                                              | Love U 4 Life de Jodeci                                                                         | 3:34  |
| 4.  | Yao Ming (Remix) (featuring Chris Brown)                                      |                                                                                                 | 3:45  |
| 5.  | Mothers and Sisters                                                           |                                                                                                 | 0:23  |
| 6.  | Amazing (featuring Chris Brown)                                               |                                                                                                 | 3:30  |
| 7.  | Swag (Remix) (featuring Kardinal Official)                                    |                                                                                                 | 3:56  |
| 8.  | Who's That                                                                    |                                                                                                 | 3:23  |
| 9.  | Smoked Out (featuring Bun B et Raheem Devaughn)                               |                                                                                                 | 5:35  |
| 10. | Work (featuring Don Trip)                                                     |                                                                                                 | 3:39  |
| 11. | The Big Concert                                                               |                                                                                                 | 0:23  |
| 12. | Californication (featuring Snoop Dogg, Game, Nipsey Hussle, Ras Kass et Kree) |                                                                                                 | 6:05  |
| 13. | No Choice (featuring J Doe)                                                   |                                                                                                 | 3:47  |
| 14. | Castles in Brooklyn (featuring Maino)                                         | Brass Monkey des Beastie Boys Brooklyn's in the House de Cutmaster D.C.                         | 3:57  |
| 15. | Pushing                                                                       |                                                                                                 | 0:23  |
| 16. | Malcolm X (A Song to Me)                                                      |                                                                                                 | 4:33  |
| 17. | I Look Good (featuring Doe Hicks, Savvy et Luck)                              |                                                                                                 | 4:21  |
| 18. | Let Me In (featuring Tank)                                                    |                                                                                                 | 3:42  |
| 19. | The End                                                                       |                                                                                                 | 0:58  |
| 20. | Yao Ming (featuring Lil Wayne et 2 Chainz)                                    |                                                                                                 | 3:52  |